# El Puig de la Balma
Casal del Puig de la Balma anomenada familiarment cal Masover, és un edifici que aprofita una gran cavitat a la roca que s'obre a sol ixent, amb clars avantatges defensius, d'estabilitat tèrmica i d'estalvi de materials constructius. situada al municipi de Mura (Bages) inclosa en l'Inventari del Patrimoni Arquitectònic de Catalunya.
És a 541,2 metres d'altitud, a la part central del terme, a prop i al sud-oest del poble de Mura. És a llevant del paratge de la Quebeca i al nord-est del de la font del Puig, al sud-est dels Corrals de la Quebeca. Es troba també al sud-est, a prop, de la masia de la Vila, a l'esquerra del torrent del Puig, al sud-est del cim del Castelló.

## Descripció
Els murs d'aquest mas es troben encabits i penjats en els replans escarpats d'un cingle, tot aprofitant les cornises naturals. La part més antiga es podria considerar d'època preromànica, però s'hi han fet afegits al llarg dels segles. El casal és força irregular en tots els sentits: en alçada, amplària i profunditat. És destacable el caràcter defensiu i fortificat que aquesta construcció tindria anteriorment, aspecte que es pot deduir per la presència d'una espitllera tocant el sostre de la roca, des d'on es pot vigilar tot el camí d'accés a la casa. A la part més inaccessible del cingle, hi ha una dependència coneguda amb el nom de la presó. Al peu del camí, hi ha una altra balma amb un tancament de pedra seca. El sector més arcaic queda completat per unes arcades de caràcter medieval.

## Història
Tot i que el seu origen deu ser anterior, la notícia més antiga a l'entorn del poblament del mas Puig de la Balma prové de l'arxiu de la casa i data de l'any 1278, quan Ermengol de Banyeres, militar i senyor feudal del terme i castell de Mura comprà a un tal Guillem Barba, de Terrassa, un establiment pagès que es coneixia pel nom de l'Espluga de la Vila Mancada.
L'època de més creixement del mas Puig de la Balma fou entre els segles xiv i xv. Es pot considerar que l'edificació actual és d'època altmedieval amb elements preromànics, tot i que s'han anat afegint nombrosos elements, com els finestrals gòtics del segle xiii i algunes parts construïdes amb pedra tallada.
Des de les acaballes del segle xvii fins a la primera meitat del xix, foren anys d'expansió a causa de l'explotació de les vinyes, i fou quan s'amplià la balma i es renovà la capella de Santa Margarida. Durant la Guerra Civil, la capella de Santa Margarida fou malmesa.
Els propietaris actuals són descendents directes dels primers pagesos que habitaren el mas i conserven el cognom Puig. Actualment, aquesta família viu en una altra casa de construcció més moderna, situada al costat mateix de l'antiga balma. El mas acull un museu i una residència casa de pagès amb bar, restaurant i habitacions.
El conjunt del Puig de la Balma està format per diferents elements: la casa de la Balma, actualment dedicada una part a museu i altre a residència de turisme rural; la casa moderna, on viuen els propietaris i on hi ha el restaurant a l'antic celler, edificada al segle XIX seguint una tipologia urbana entre mitgeres, amb balcons correguts a la part posterior; la zona de les tines; la capella de Santa Margarida.